# Torneo de Jūrmala 2019
El Baltic Open 2019 fue un torneo profesional de tenis jugado en canchas de arcilla. Fue la primera edición del torneo y formó parte del WTA Tour 2019. Se llevó a cabo en Jūrmala (Letonia) entre el 22 y el 28 de julio de 2019.

## Distribución de puntos
| Modalidad           | Campeona | Finalista | Semifinales | Cuartos de final | 2ª ronda | 1ª ronda | Clasificadas | 2ª ronda de clasificación | 1ª ronda de clasificación |
| Individual femenino | 280      | 180       | 110         | 60               | 30       | 1        | 18           | 12                        | 1                         |
| Dobles femenino     | 280      | 180       | 110         | 60               | 1        | -        | -            | -                         | -                         |

## Cabezas de serie

### Individuales femenino
| Tenista               | Ranking | Preclasificada |
| Anastasija Sevastova  | 11      | 1              |
| Caroline Garcia       | 22      | 2              |
| Kateřina Siniaková    | 40      | 3              |
| Aliaksandra Sasnovich | 42      | 4              |
| Margarita Gasparyan   | 59      | 5              |
| Anastasia Potapova    | 69      | 6              |
| Tatjana Maria         | 70      | 7              |
| Jeļena Ostapenko      | 79      | 8              |

- Ranking del 15 de julio de 2019.[2]

### Dobles femenino
| Tenista                            | Ranking | Preclasificada |
| Jeļena Ostapenko Galina Voskoboeva | 72      | 1              |
| Monique Adamczak Xinyun Han        | 117     | 2              |
| Irina Bara Dalila Jakupović        | 156     | 3              |
| Oksana Kaláshnikova Ena Shibahara  | 165     | 4              |

## Campeonas

### Individual femenino
Anastasija Sevastova venció a  Katarzyna Kawa por 3-6, 7-5, 6-4

### Dobles femenino
Sharon Fichman /  Nina Stojanović vencieron a  Jeļena Ostapenko /  Galina Voskoboeva por 2-6, 7-6(7-1), [10-6]